# Trofeum Jamesa Bevana
Trofeum Jamesa Bevana przyznawane zwycięzcy wszystkich meczów towarzyskich w danym roku pomiędzy reprezentacjami Australii oraz Walii. Mecze o stawkę (Puchar świata) nie zaliczają się do tej rywalizaji. Trofeum zostało ustanowione w 10 maja 2007 nazwę wzięło od Jamesa Bevana, pierwszego kapitana walijskiej reprezentacji w rugby który z pochodzenia był Australijczykiem. Uczczono w ten sposób 100 lecie meczów towarzyskich pomiędzy Australią i Walią. W pierwszy roku Australia wygrała dwa mecze na swoim terenie zdobywając trofeum.
Trofeum ma kształt misy i zostało zasponsorowane przez International Business Wales.

## Wyniki
| Rok  | Data         | Stadion                         | Gospodarze | Wynik | Goście    | Zwycięzca Meczu | Źródło | Zdobywca Trofeum |
| ---- | ------------ | ------------------------------- | ---------- | ----- | --------- | --------------- | ------ | ---------------- |
| 2018 | 10 listopada | Millennium Stadium, Cardiff     | Walia      | 9-6   | Australia | Walia           | [ 4 ]  | Walia            |
| 2017 | 11 listopada | Millennium Stadium, Cardiff     | Walia      | 21-29 | Australia | Australia       | [ 5 ]  | Australia        |
| 2016 | 5 listopada  | Millennium Stadium, Cardiff     | Walia      | 8–32  | Australia | Australia       |        | Australia        |
| 2014 | 8 listopada  | Millennium Stadium, Cardiff     | Walia      | 28–33 | Australia | Australia       |        | Australia        |
| 2013 | 30 listopada | Millennium Stadium, Cardiff     | Walia      | 26–30 | Australia | Australia       |        | Australia        |
| 2012 | 1 grudnia    | Millennium Stadium, Cardiff     | Walia      | 12–14 | Australia | Australia       |        | Australia        |
| 2012 | 23 czerwca   | Sydney Football Stadium, Sydney | Australia  | 20–19 | Walia     | Australia       |        | Australia        |
| 2012 | 16 czerwca   | Stadion Docklands, Melbourne    | Australia  | 25–23 | Walia     | Australia       |        | Australia        |
| 2012 | 9 czerwca    | Lang Park, Brisbane             | Australia  | 27–19 | Walia     | Australia       |        | Australia        |
| 2011 | 3 grudnia    | Millennium Stadium, Cardiff     | Walia      | 18–24 | Australia | Australia       |        | Australia        |
| 2010 | 6 listopada  | Millennium Stadium, Cardiff     | Walia      | 16–25 | Australia | Australia       |        | Australia        |
| 2009 | 28 listopada | Millennium Stadium, Cardiff     | Walia      | 12–33 | Australia | Australia       |        | Australia        |
| 2008 | 28 listopada | Millennium Stadium, Cardiff     | Walia      | 21–18 | Australia | Walia           |        | Walia            |
| 2007 | 2 czerwca    | Lang Park, Brisbane             | Australia  | 31–0  | Walia     | Australia       |        | Australia        |
| 2007 | 26 maja      | Stadium Australia, Sydney       | Australia  | 29–23 | Walia     | Australia       |        | Australia        |